# 塞爾吉奧·利昂
沙治奧·利安（西班牙語：Sergio León Limones，西班牙語發音：[ˈseɾxjo leˈon]，1989年1月6日—）是一名西班牙職業足球運動員，司職前鋒，現效力於西乙球隊伊巴。

## 俱樂部生涯
萊昂於2019年6月12日加入西甲球隊利雲特，簽訂了為期三年的合約。

## 榮譽

### 個人
- 西班牙足球乙级联赛皮奇奇獎：2015–16賽季[2]

## 外部連結
- Soccerway資料庫：塞爾吉奧·利昂